# 布萊 (密蘇里州)
布萊（英語：Bly）是位於美國密蘇里州豪厄爾縣的鬼鎮。

## 歷史
布萊的郵局於1887年設立，其後於1923年停運。

## 地理
布萊所處的海拔為高於海平面250米（即820英呎），而該地所採用的時區為UTC-6，即北美中部時區（CST）。同時該地設有夏令時間，為UTC-6調快一小時，即UTC-5（CDT）。